# 黑監督吸蜜鳥
黑監督吸蜜鳥（Drepanis funerea）是一種已滅絕的雀。牠們是於1893年在莫洛凱島發現，曾一度生活在山頂上的樹林中。在茂宜島亦曾發現牠們的化石。由於牠們的外表美麗，很多時會被捕獵來作為標本。

## 描述
黑監督吸蜜鳥的體型較大，由尾巴至喙尖長約8吋，但卻不及夏威夷監督吸蜜鳥。牠們呈淺黑色，有一些白色的主羽。牠們的喙長而且較為彎曲，雄鳥的喙較雌鳥的長。牠們有時會接近人群及飛得很低，從未飛高過12呎以上。

## 滅絕
牠們的棲息地受到牛及鹿的破壞。原本用來捉大家鼠的紅頰獴，卻掠食牠們。最後觀察到黑監督吸蜜鳥是於1907年，當時有三隻鳥被射，雖然最後一隻逃走了，但牠們肯定已經滅絕。於1936年曾進行了一次大規模的搜尋，但卻沒有發現牠們的蹤影。現時的黑監委吸蜜鳥標本分別存放在不萊梅、波士頓、檀香山、倫敦及紐約。

## 外部連結
- BirdLife Species Factsheet. （页面存档备份，存于）
- Extinct Birds of Hawaii